# ورنیرفنتین
ورنیرفنتین (به فرانسوی: Vernierfontaine) یک کمون در فرانسه است که در Canton of Vercel-Villedieu-le-Camp واقع شده‌است.

## خصوصیات
ورنیرفنتین ۱۳٫۲۸ کیلومترمربع مساحت و ۴۱۹ نفر جمعیت دارد.